# Сантус, Фелипи дус
Фелипи дус Са́нтус Фре́йри (порт. Filipe dos Santos Freire; ок. 1680 — 1720) — руководитель антиколониального восстания в Бразилии в 1720 году. 
Выходец из семьи бедных португальских колонистов, представитель народных слоёв посёлка Вила-Рика (современный Ору-Прету, штат Минас-Жерайс), сторонник провозглашения Бразилии независимой республикой. 28 июня 1720 года жители Вила-Рики захватили власть в своём городке и избрали Сантуса Фрейри своим руководителем («народным судьёй»). Среди требований восставших были снижение налогов и отмена колониальных регламентаций на добычу золота и алмазов. 
Уже в июле 1720 года восстание было подавлено, а Фелипи дус Сантус захвачен в Кашуэйра-ду-Кампу и повешен. Приказ поступил от губернатора капитанства Сан-Паулу и Минас-де-Ору Педру ди Алмейды Португала, графа Ассумара, не имевшего для этого полномочий. На эшафоте Сантус Фрейри заявил: «Я поклялся умереть за свободу, я сдержал свое слово».
После казни тело Сантуса Фрейри привязали к четырём лошадям и разорвали на части (некоторые источники даже утверждают, что он был так заживо четвертован). Голова, ноги и руки были выставлены на всеобщее обозрение по всему посёлку с целью устрашения, чтобы показать, что случилось с людьми, которые пошли против короля. Однако другие повстанцы, такие как португальский монах Висенте Ботелью и его отец Мануэл Москейра да Роза, были помилованы.